# Poder Popular Nacional
El Poder Popular Nacional (en cingalés: Jathika Jana Balawegaya, JJB) es una alianza política de izquierda en Sri Lanka. Es el partido gobernante en la actualidad, tras ganar las elecciones presidenciales y parlamentarias de 2024, y actualmente es el partido con mayor representación parlamentaria. El presidente Anura Kumara Dissanayake es el actual líder del partido y Nihal Abeysinghe es su secretario general.
Fundado en 2019, el NPP está compuesto por 21 grupos diversos, incluyendo partidos políticos y otras organizaciones lideradas por el Janatha Vimukthi Peramuna. Se presenta a las elecciones bajo el símbolo de la brújula. Considerado un tercer partido débil electoralmente antes de 2024, formó brevemente un gobierno minoritario bajo el presidente Anura Kumara Dissanayake tras su elección. En las elecciones parlamentarias posteriores, el NPP se convirtió por primera vez en el partido con mayor representación parlamentaria, con 159 escaños, obteniendo una supermayoría.

## Ideología
El partido es ideológicamente populista de izquierda y se centra en la clase trabajadora. Promueve un modelo económico único en Sri Lanka basado en principios socialistas y considera que tanto el neoliberalismo como el "socialismo clásico" son fracasos. Afirma oponerse a la privatización excesiva y apoya que el Estado mantenga su papel en la energía, los mercados financieros y los sectores directamente relacionados con la seguridad nacional, a la vez que limita su participación en negocios con ánimo de lucro.